# Hans Karl Schaller

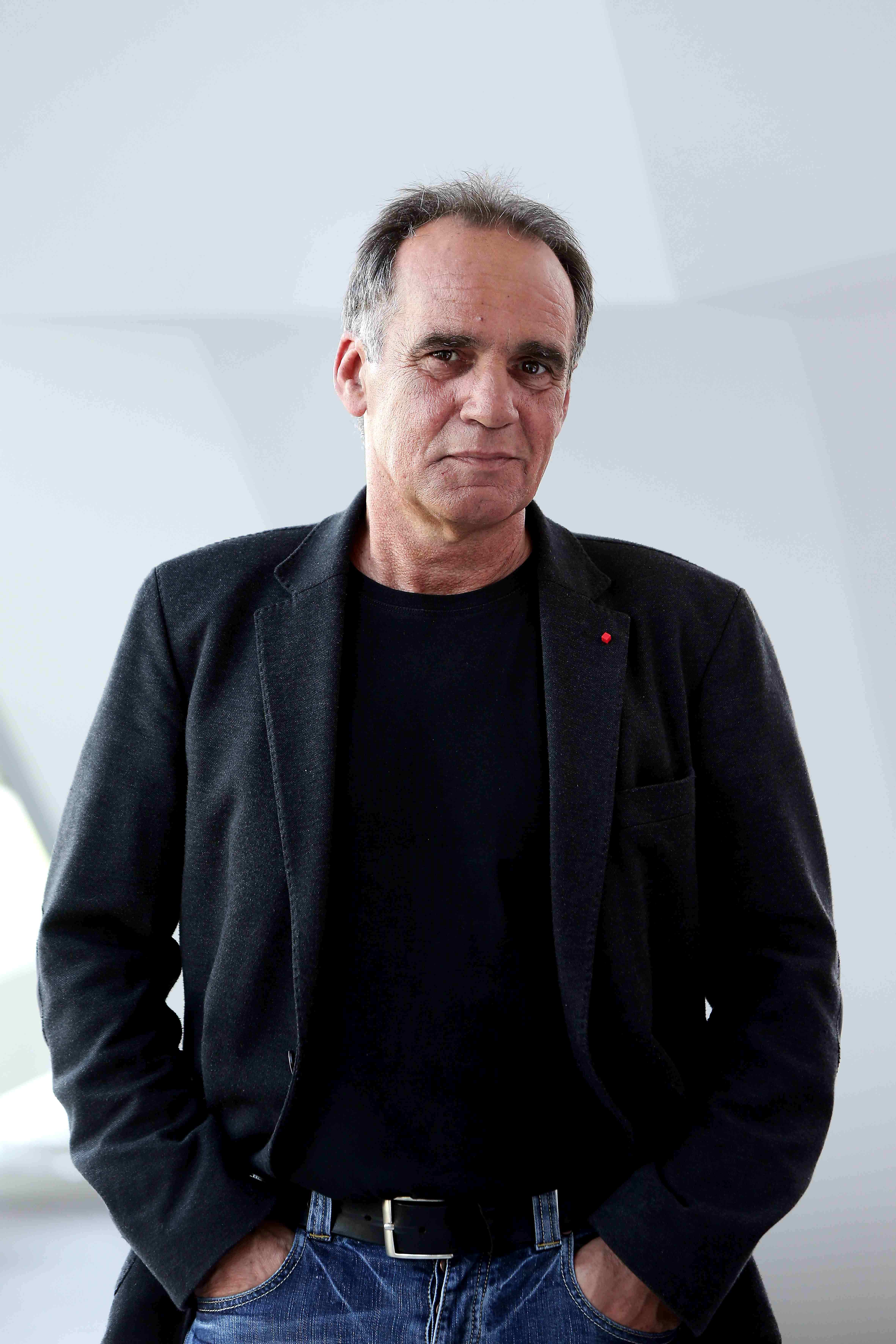
Hans-Karl Schaller

Hans Karl Schaller (* 27. Juli 1960 in Freistadt) ist oberösterreichischer Gewerkschafter und Politiker (SPÖ).

## Leben
Schaller wurde 1960 in Freistadt geboren und erlernte nach der Allgemein bildende Pflichtschule den Beruf des Betriebsschlossers. Ab 1982 arbeitete er bei der voestalpine in Linz als Techniker und absolvierte in dieser Zeit mehrere Kurse an der Meisterschule Maschinenbau und Betriebstechnik und an der Sozialakademie in Mödling.

## Gewerkschaft und Politik
Die gewerkschaftliche Tätigkeit Schallers begann in der voestalpine, wo er ab 1986 zunächst als Vertrauensmann und von 1993 bis 1999 als Betriebsrat fungierte. Von 1993 bis 1999 war er Fraktionsvorsitzender des Arbeiterbetriebsrates und anschließend bis 2005 Vorsitzender der PRO-GE voestalpine (Produktions-Gewerkschaft). 2004 wurde er zudem Kammerrat in der Arbeiterkammer Oberösterreich. Er war weiters Mitglied im Landespräsidium der Gewerkschaft für Metall, Textil und Nahrung. 
Ab 2004 gehörte er als Arbeitnehmer-Vertreter dem Aufsichtsrat der voestalpine AG und der voestalpine Stahl GmbH an. 2008 wurde er Vorsitzender des Konzernbetriebsrates und seit 2012 auch stellvertretender Vorsitzender des Aufsichtsrates.
Schaller war zwei Jahre lang Vizepräsident der Arbeiterkammer Oberösterreich. 2009 wurde er Landesvorsitzender sowie stellvertretender Bundesvorsitzender der Gewerkschaft PRO-GE. 
Von 1997 bis 2009 war Schaller im Linzer Gemeinderat aktiv. Im November 2011 wurde er als Abgeordneter im Oberösterreichischen Landtag angelobt.

## Auszeichnungen
- Großes Ehrenzeichen der Stadt Linz (2012)